# Lijst van Britse ambassadeurs in België
De Ambassadeur van het Verenigd Koninkrijk in België is de belangrijkste diplomatieke vertegenwoordiger van het Verenigd Koninkrijk in België. De officiële titel is His Britannic Majesty's Ambassador to the Kingdom of Belgium. Er zijn Britse ambassadeurs in Brussel sinds de 16e eeuw.

## Overzicht

### Buitengewone gezanten aan de Soevereine Hertogin van de Nederlanden (1598-1621)
- 1600-1601: Thomas Edmondes
- 1605-1609: Thomas Edmondes
- 1620: Edward Conway

### Buitengewone gezanten aan de gouverneur-generaal van de Spaanse Nederlanden
- 1665: William Temple
- 1671: Robert Southwell (ambassadeur)
- 1689-1692: John Andrew Eckhart (resident)
- 1692-1696: Robert Wolseley
- 1696-1699: Richard Hill (Envoy Extraordinary to all parts of Netherlands)
- 1699-1701: Mr Marmande (Secretary)

### Buitengewone gezanten te Brussel
- 1701-1706: blijkbaar geen vertegenwoordiging
- 1706-1707: George Stepney
- 1707-1712: John Lawes
- 1707-1711: William Cadogan (ook geaccrediteerd in Den Haag)

### Gezanten aan het keizerlijk hof te Brussel
- 1711-1713: Charles Boyle (Envoy Extraordinary en vanaf 1712 Envoy Extraordinary and Plenipotentiary)
- 1712-1715: John Lawes (Acting Minister Plenipotentiary, dan Secretary)
- 1714-1715: William Cadogan
- 1715-1724: William Lethes (HM Secretary at Brussels, vanaf 1718 Resident)
- 1722-1745: Robert Daniel
- 1742-1744: Onslow Burrish (voornamelijk verblijvend in Luik)
- 1744-1752: geen vertegenwoordiging
- 1752-1757: Solomon Dayrolles
- 1757-1763: betrekkingen verbroken vanwege de Zevenjarige Oorlog
- 1763-1765: James Porter
- 1765-1777: William Gordon
- 1777-1783: Alleyne Fitzherbert
- 1783-1792: George Byng
  - 1789-1792: Francis Wilson
- 1792-1794: Thomas Bruce

### Buitengewoon Gezant en Gevolmachtigd Minister
- 1830: John Ponsonby, speciale missie bij de de Voorlopige Regering
- 1831-1835: Robert Adair, speciale missie
  - 1835-1836: Henry Lytton Bulwer
- 1836-1845: George Hamilton Seymour
  - 1845-1846: Thomas Wathen Waller
- 1846-1868: Charles Ellis
- 1868-1883: John Savile
- 1883-1884: Edward Baldwin Malet
- 1884-1892: Hussey Vivian
- 1892-1893: Edmond Monson
- 1893-1900: Francis Plunkett
- 1900-1906: Constantijn Phipps
- 1906-1911: Arthur Henry Hardinge
- 1911-1919: Francis Hyde Villiers

### Buitengewoon en Gevolmachtigd Ambassadeur
- 1919-1920: Francis Hyde Villiers
- 1920-1928: George Grahame (ook minister in Luxemburg)
- 1928-1933: Granville Leveson-Gower (ook minister in Luxemburg)
- 1933-1934: George Clerk (ook minister in Luxemburg)
- 1934-1937: Esmond Ovey (ook minister in Luxemburg)
- 1937-1939: Robert Clive (ook minister in Luxemburg)
- 1939-1944: Lancelot Oliphant
- 1944-1947: Hughe Knatchbull-Hugessen
- 1947-1950: George Rendel
- 1950-1951: John Le Rougetel
- 1951-1955: Christopher Warner
- 1955-1960: George Labouchere
- 1960-1963: John Walter Nicholls
- 1963-1969: Roderick Barclay
- 1969-1974: John Beith
- 1974-1978: David Muirhead
- 1979-1981: Peter Wakefield
- 1982-1985: Edward Jackson
- 1985-1989: Peter Petrie
- 1989-1992: Robert O'Neill
- 1992-1996: John Gray
- 1996-2001: David Colvin
- 2001-2003: Gavin Wallace Hewitt
- 2003-2007: Richard Kinchen
- 2007-2010: Rachel Aron
- 2010-2014: Jonathan Brenton
- 2014-2019: Alison Rose
- 2019-: Martin Shearman